# ЦЕР-203
ЦЕР (Цифарски Електронски Рачунар) модел 203 је рани дигитални рачунар развијен у институту Михајло Пупин а намењен за пословну обраду података:
- у банкама: за обраду платног промета, главне књиге, жиро рачуна, штедње, девизног пословања, обрачун камата, израду амортизационих планова и статистичких прегледа и слично.
- у привредним организацијама: за планирање и управљање производњом, обраду и прогнозирање тржишта, контролу праћења залиха, обраду пословно финансијске документације и моделирање процеса
- у комуналној привреди: за обрачун утрошка воде и електричне енергије, станарина, за израду разних прегледа и спискова и за техничке прорачуне и пројектовање
- у грађевинарству: за планирање по методи мрежног планирања, праћење материјалног пословања, погонско књиговодство и обрачун по економским јединицама
- у трговинским предузећима: за фактурисање са свим потребним обрачунима, анализу тржишта, праћење залиха и обрачун купаца и добављача.